# Lueng Baro (Woyla Barat)
Lueng Baro is een bestuurslaag in het regentschap Aceh Barat van de provincie Atjeh, Indonesië. Lueng Baro telt 296 inwoners (volkstelling 2010).